# Adagnesia vesicullophora
Adagnesia vesicullophora är en sjöpungsart som beskrevs av Nishikawa 1982. Adagnesia vesicullophora ingår i släktet Adagnesia och familjen Agneziidae. Inga underarter finns listade i Catalogue of Life.